# هاشم كمال الدين
السيّد هاشم بن حمد بن محمد حسن كمال الدين الحلّي (1852 - 1922) (1269 - 1341 هـ) فقيه جعفري وشاعر عراقي. ولد في قرية السادة إحدى قرى الحلة، ودرس فيها ثم انتقل إلى النجف لدارسة الفقه الجعفري وأصوله. كان له صلات جيّدة مع علماء عصره كآل كاشف الغطاء وآل الجواهري. تميّز بحسن بيانه ولطف معشره. وكان جهوري الصوت قويّ الحجة. توفي في الكوفة ودفن في النجف. شعره جيّد معظمه في مدح آل البيت.

## سيرته
ولد السيّد هاشم بن حمد بن محمد حسن بن عيسى بن كامل بن منصور بن كمال الدين فقيه في قرية السادة بالحلة من أسرة علمية شهيرة وهو شقيق جعفر الحلي. تلمذ بالشيخ محمد صالح العالم فيها ثم رحل إلى جامعة النجف، فدرس الفقه على أعلامها، ثم تمازج بالعلم مع أعلام أسرة كاشف الغطاء وأسرة آل الجواهري فساجلهم وراسلهم برسائل أدبية محفظوظة في دواوين الشعر النجفية، ثم انتقل إلى مدينة الكوفة وأسس في بيته مكتبة واسعة وفيها يلقتى الشعراء والأدباء للجدل والمناقشة سنة 1900. وتوفي فيها في أواخر شعبان. 

## شعره
وصفه مؤرخون «عالم دين هدفه الفضيلة» وكتب عنه صحفيون «أنه ذوت صوت جهوري، قوي الحجة حسن البيان». وشعره كثير أنشده في المجالس والمنتديات الأدببية، ونثره كثير قوي الأسلوب وقدم لديوان أخيد السيد جعفر سحر بابل وسجع البلابل مقدمة فيها بلاغة وجزالة. ألف منظومة كبيره في علم الفقه في ثلاثة آلاف بيت بعنوان مخلاة الزاد وذخيرة المعاد وله إرجوزة في الإمامة وبغية المرتاد في رياض ذخيرة المعاد وديوان شعر وذكرى أولى الألباب والمنظومة الفريدة في الطهارة ومنظومة في أحكام الموت.